# 城外圣乔治圣殿

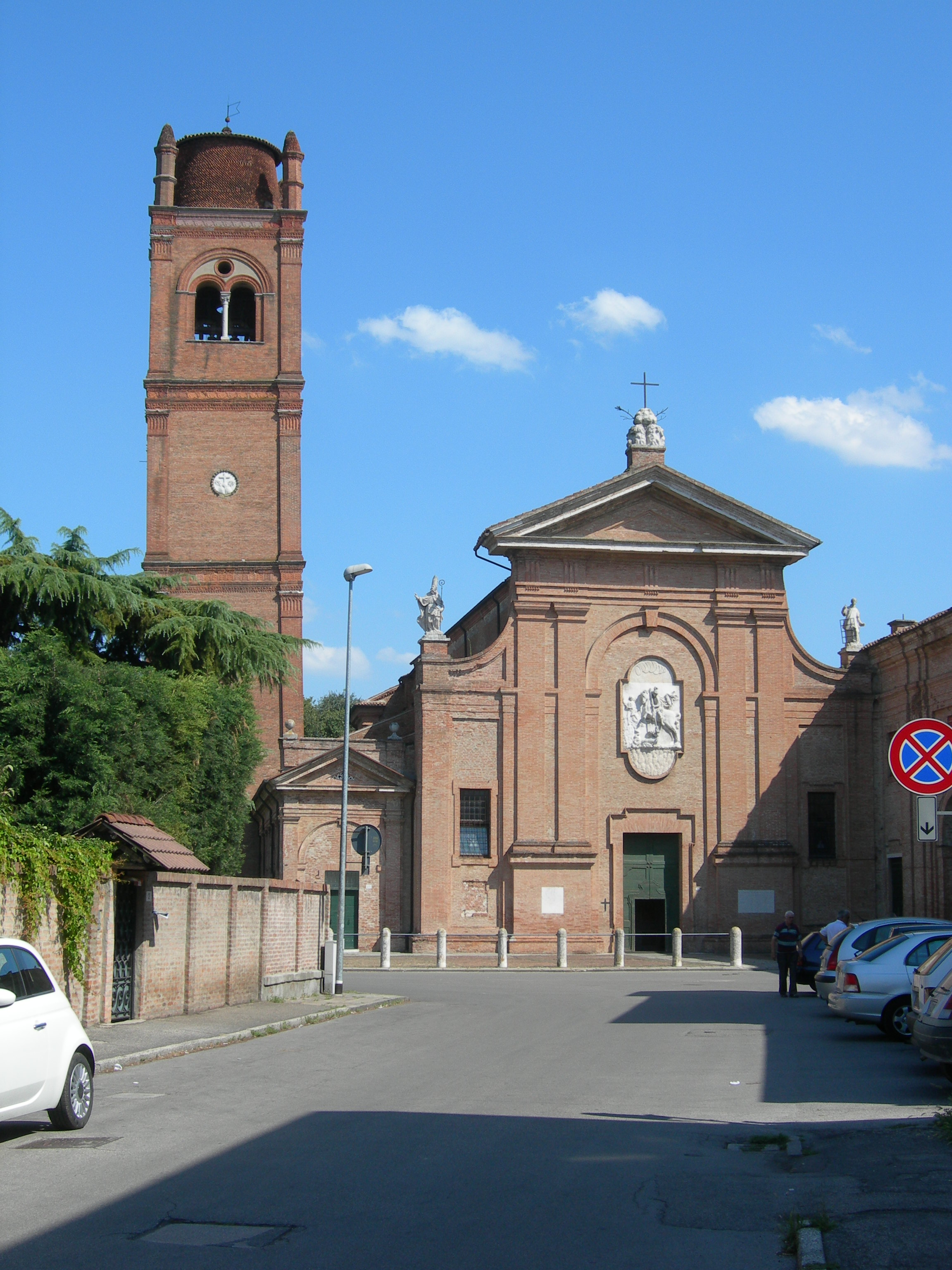
城外圣乔治圣殿

城外圣乔治圣殿（意大利语：Basilica di San Giorgio fuori le mura）是意大利费拉拉的一座罗马天主教宗座圣殿，因建于城墙以外而得名。它是该城最古老的教堂。

## 历史
该堂的历史与费拉拉的起源有着密切的联系。第七和第八世纪之间，蛮族连续入侵，摧毁了沃吉耶拉，主教从沃吉耶拉搬到波河附近的位置，费拉拉城镇由此创建。后来费拉拉城主要在对岸发展，主教座堂在1135年迁至市中心的费拉拉主教座堂。
该堂在15世纪由比亚焦·罗塞蒂重建，并于1581年及17-18世纪进一步修饰。